# Harry Patch (In Memory Of)
"Harry Patch (In Memory Of)" är en låt av det brittiska bandet Radiohead, släppt som singel den 5 augusti 2009.